# Torontalului
Torontalului este un cartier din Timișoara, situat în zona de nord vest a Timișoarei.